# 2007年济南特大暴雨
2007年济南特大暴雨是2007年7月18日傍晚17至20时（UTC+8时），中华人民共和国山东省济南市遭受特大暴雨袭击。由于短时间雨量过大以及城市排水系统能力不足，造成25人死亡、4人失踪、170多人受伤，和重大财产损失。

## 事故分析
从事发当天下午5时开始，3小时内最大降水量180毫米，这个数据是济南有气象记录以来历史最大值。济南地形南高北低，而市内数条主干道均为南北走向，洪水沿路向北侵袭，沿途又与市区降雨会合，最终直冲入市中心泉城广场一带。

在7月20日，济南市政有关负责人接受媒体采访时认为，降雨过于集中、排水不畅是造成严重灾情的主要原因，而“济南市下水道等排水设施存在不完善问题”。但他认为“再完善的下水道也无法承受如此强度的降雨”。 

但有专业人士认为，济南市老城区沿用的还是几十年甚至上百年前的排水管线系统。资料显示，主干道的管线为300毫米，其他路段均在此标准左右。而按照专业人士的分析，即使应付普通暴雨，为让携带泥沙的水流顺利排走，管线至少应该在500毫米以上。 

为了发展当地旅游业，护城河水闸常年关闭蓄水，在暴雨前也没有开启，在开启之后又被上游冲过来的游船堵塞，导致护城河水倒灌，不仅沿岸居民住宅受灾，还冲破堤坝，造成泉城广场被淹。

## 关于银座购物广场
在这次暴雨事件中，银座购物广场成为舆论关注的焦点。银座购物广场是银座股份下属的重要卖场，位于济南市中心泉城广场，面积4万多平方米，是一座超大型地下综合购物广场。事后银座购物广场被水浸湿的商品大幅降价，以至于距离济南200多公里以外的济宁枣庄等地的居民闻讯争相搭长途汽车来此地大量购物。

### 事件经过
在7月18日晚18点15分左右，暴雨造成护城河水暴涨，并冲破购物广场北侧防汛设施，灌入购物广场商场，仅15分钟时间，商场内的积水便达到1.6米。

由于当日天气异常闷热，许多市民选择在地下商场休闲购物，当时商场内估计有上万名顾客。据目击者的回忆：当天18:10，商场开始进水，很快一些柜台被水冲倒，18:25分左右，各个柜台灯箱全灭，应急灯接连的打开。现场开始出现混乱，一些售货专柜遭到哄抢，导致货架坍塌，可能有不少人被砸在下面。商场面积超大，内部地形复杂，处在最里面的人员在这种黑暗、混乱的条件下，如果不熟悉地形，很难及时逃生。

### 新闻发布
据银座股份方面的说法，由于公司及时启动应急预案，在较短时间里将地下商场内的一万多名顾客及上千名员工安全撤离，在此过程中没有造成任何人员伤亡。

### 网上质疑与银座的回应
但是这种说法立刻在网络上招致重重质疑。
- 质疑一：媒体新闻发布过于仓促，未经充分调查核实。事故发生后，整个购物广场一直被淹，直到20日才积水才被抽完。但是在19日凌晨3时许，政府便发消息到济南各个媒体，称银座购物广场由于措施得力，没有造成任何人员死亡。不少人质疑：积水1.7米多，当晚还没有排出去，人员根本无法进入，没能深入现场查勘，怎能得出上述结论？
  - 银座方面的回应。几名银座安保人员称，水不是一下子涌入，从开始进水到后来有很长的间隔，具备逃生时间。晚上6时30分商场开始进水，只是马路上的积水，水量不大。商场方面一边采取防洪措施，一边同时疏散顾客。晚7时许，当北侧发生护城河倒灌时，顾客已经基本疏散完，绝大部分是员工。之后，商场组织多批员工，进入搜寻，未发现有人员被困。这几名安保人员表示，当水抽完后，也没尸体，证实了此前无人员被困的结论。
- 质疑二：水中的漂浮物。有一位市民，自称连续在现场围观，看见陆续抬出了五个担架，上面用白布盖着，不知道里面是不是尸体。可该位市民不愿意说出详细抬出担架的时间、地点。也有网友称看见水中有浮尸。
  - 银座方面的回应。当时在现场救援的银座安保人员老余说，所谓“浮尸”并不是尸体，而是卖服装用的人体模特，那些都是塑料制品，当然会飘起来。
- 质疑三：为什么封锁现场。事故发生后，武警部队封锁了现场。截至20日下午6点，银座购物广场积水已全部排完，共排水6万多立方米。但直到21日，银座的普通工作人员才被允许进入清理货品。
  - 银座方面的回应。银座方面称：封锁现场是为了保护商场里的贵重商品。

## 对网络言论的打压
事故发生后，很多网友在网络论坛上发布帖子，回忆现场经历，发布现场照片，对政府和银座商场发布的消息进行质疑。但同时另外有很多网友指责前述这些人是造谣惑众，号召大家相信政府的官方消息。有人怀疑这些宣传官方论调的人可能是受雇于政府部门的网评员。

事后据济南当地媒体报道，有两位网民因散布谣言被刑事拘留。其中一个网名为“红钻帝国”的网民被拘的原因是：“在某论坛恶意散布谣言，意图在群众中制造恐慌气氛，性质较为恶劣。”

## 死亡人数
此次洪水的死亡人数，官方称20多人，但没有报导死因，不过，据现场亲历者和知情者透露，估计淹死的人数可能超过100人。